# 阿尔泰·巴延德尔
阿尔泰·巴延德尔（土耳其語：Altay Bayındır，1998年4月14日—），土耳其职业足球运动员，現效力英超球隊曼聯，土耳其國家足球隊成員。曾随国家队参加2020年欧洲足球锦标赛。

## 榮譽
安卡華高古
- 土耳其乙組足球聯賽冠軍 : 2016–17

費倫巴治
- 土耳其盃冠軍 : 2022–23

曼聯
- 英格蘭足總盃冠軍 : 2023–24[2]

## 外部連結
- Profile at the Fenerbahçe S.K. website
- Soccerway資料庫：阿尔泰·巴延德尔